# Abbaye Saint-Césaire
Ne doit pas être confondu avec Église Saint-Césaire d'Arles.
L'abbaye Saint-Césaire, initialement appelée monastère Saint-Jean, était un monastère de femmes installé à l'intérieur de la cité d'Arles dans l'angle sud-est du rempart où, sous le nom de Saint-Césaire, il demeura jusqu'à la Révolution.

## Histoire

### Haut Moyen Âge

Plan du centre de la ville d'Arles (2008) ; le monastère Saint-Césaire était situé au sud-est de la cité (en bas, à droite du plan), sur les hauteurs qui dominent l'intersection des boulevards Emile-Combes et des Lices.

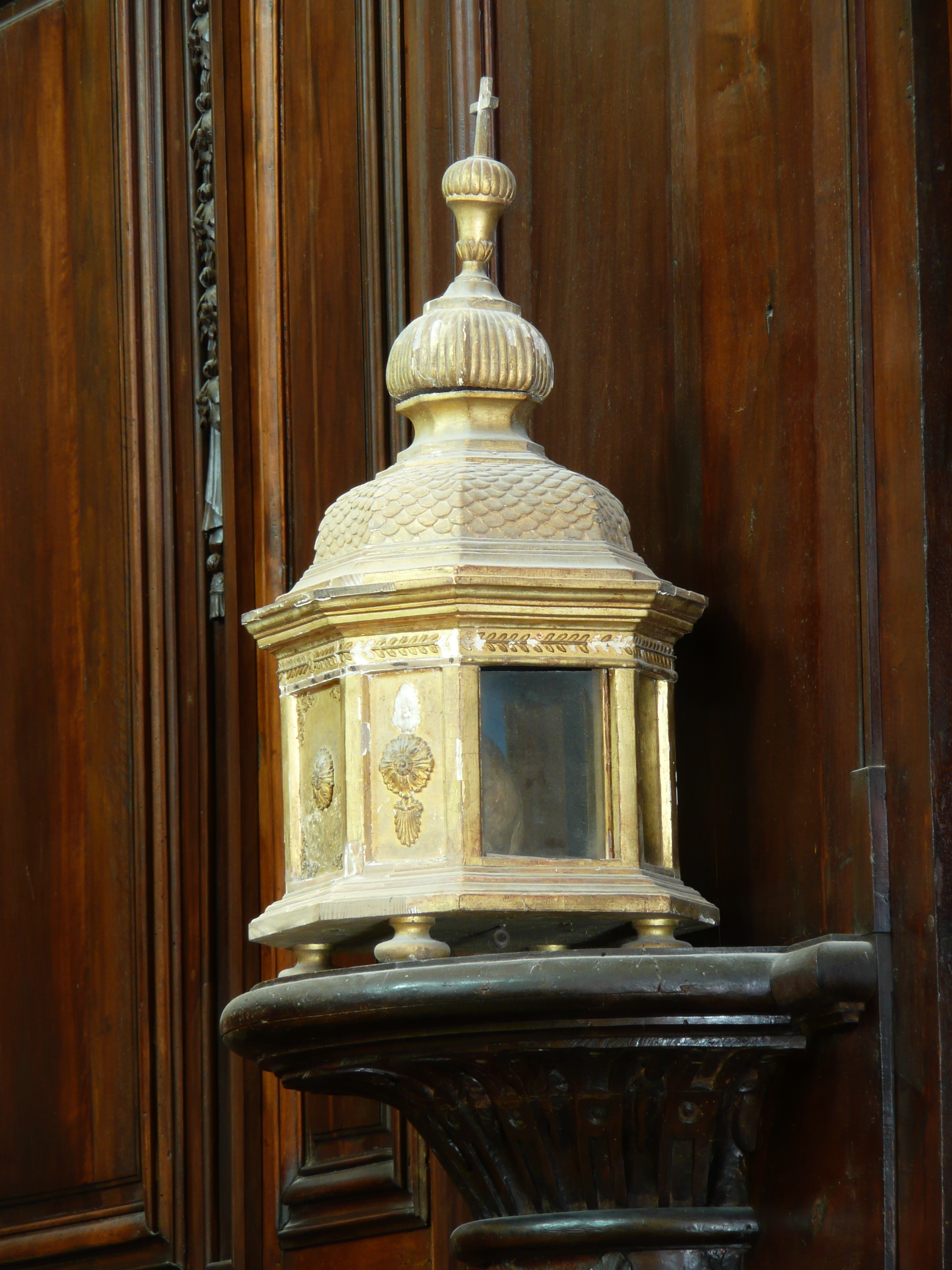
Reliquaire de ste Rusticule exposé à l'église de la Major d'Arles.

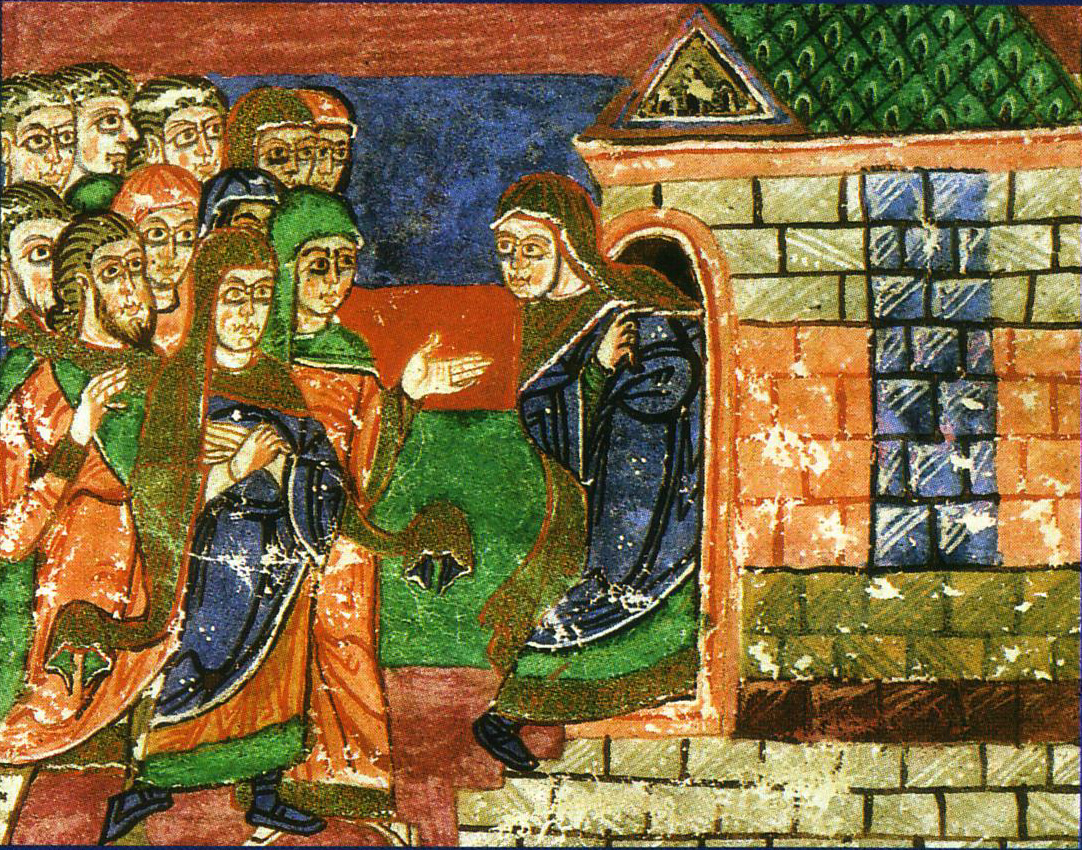
Radegonde se retire, accompagnée du peuple, dans le monastère dédié à la Vierge qu'elle fonda à Poitiers sur le modèle du monastère Saint-Jean d'Arles. Vie de sainte Radegonde, XIe siècle. Bibliothèque municipale de Poitiers.

Le monastère Saint-Jean est fondé le 26 août 512 par l'archevêque d'Arles, Césaire qui en nomme sa sœur Césarie, première abbesse. Ce monastère fait suite à une première tentative d'implantation hors des murs dans les années 506-507 détruite par les troupes franques et burgondes lors du siège d'Arles en 507-508.
Un peu plus tard autour de 567, une épouse du roi de Bourgogne Gontran, probablement Marcatrude ou Teutéchilde d'après Grégoire de Tours, y est enfermée. Le rayonnement du monastère et de ses premières abbesses permettent à la Règle de Césaire de se diffuser largement dans le royaume des Francs, à commencer par le monastère créé à Poitiers par Radegonde, l'ancienne épouse du roi Clotaire, qui effectue un séjour à Arles et dans ce monastère vers 568/569, sous l'abbatiat de sœur Liliole, la troisième abbesse, qui décède peu après.
La Vie de Rusticule, texte consacré à la quatrième abbesse de ce monastère, signale l'existence de plusieurs églises à l'intérieur du couvent : une église dédiée à la Sainte-Croix puis à l'archange saint Michel et une autre plus grande édifiée pour recevoir dans de meilleures conditions les reliques de la Sainte-Croix. La présence de ces reliques à Arles est probablement liée au séjour de la reine Radegonde. Ce document fait aussi apparaître une basilique Saint-Pierre qui existe encore au Xe siècle et précise les saints qui y sont vénérés. Il s'agit, chose étrange, de personnages d'origine orientale aux noms peu répandus en Gaule, comme les archanges Gabriel et Raphaël, saint Thomas, saint Maurice, saint Sébastien et saint Pons. Le 12 août 632, l'archevêque d'Arles Théodose participe aux funérailles de cette abbesse considérée par la suite comme sainte.
Le couvent paraît avoir cessé d’exister du VIIe au IXe siècle. Vers la fin des années 860, l'archevêque d'Arles Rotlang arrache de l'empereur Louis II, l'autorité sur le monastère. L'historien Jean-Pierre Poly, de son côté, précise et fait remonter cette propriété en l'an 869.
En 883, l'archevêque Rostang, le successeur de Rotlang, y restaure la tombe de saint Césaire violée peu de temps auparavant lors de la prise et du pillage de la ville par les Sarrasins.
En 887, dans son testament, ce même Rostang donne un nouveau départ à l’abbaye. Saint-Césaire possède à cette époque trois groupes de domaines : l’un près d’Arles, au Trébon et à Gallignan, et surtout en Camargue avec notamment Gimeaux, Malmissane, Notre-Dame-de-la-Mer, Ulmet, Agon, Saint-Césaire de Bozaringue, l’autre au comté de Vaison au nord avec Nyons, Vinsobres et Visan ; le dernier se trouvant dans le comté de Saint-Paul-Trois-Châteaux. L'abbaye connait ensuite une période de sujétion à l'archevêque et d'indépendance.

### Moyen Âge
En 972, elle retrouve son autonomie sous la direction de l’abbesse Ermengarde nommée par l’archevêque d’Arles Ithier. Vingt ans plus tard, le marquis de Provence Guillaume Ier lui restitue d’importants domaines. En 1194, le pape Célestin III la replace sous son autorité directe.
Du VIe au XIIIe siècle, l'abbaye Saint-Jean apparaît comme un grand propriétaire foncier doté initialement par Césaire puis par Rostan dans leurs testaments, et enrichi par des achats ainsi que de nombreuses donations. Ainsi en 972, la villa de Niomes est citée dans un acte de donation des églises Saint-Vincent et Saint-Ferréol de Nions à l'abbaye Saint-Césaire. Peu après 1060, la veuve d'Uc des Baux, Enaurs, et ses fils restituent les Albergues qu'ils perçoivent sur la villa d'Agon en Camargue. L'abbaye possède aussi un des trois cimetières des Alyscamps comme l'évoque une sentence arbitrale de 1121 fixant les droits de sépulture respectifs avec celui de Saint-Honorat.

### Moyen Âge tardif
Au XIVe siècle, l'abbaye se transforme en exploitant agricole dans ses domaines de Camargue (Agon, Granouillet) ; initialement elle y pratique l'exploitation directe, puis au XVe siècle, compte tenu de l'insécurité et de l'accroissement des coûts de main-d'œuvre la forme de métayage ou de fermage à l'instar des hospitaliers.
La crise démographique liée en grande partie aux épidémies de peste, qui fait perdre à Arles plus de la moitié de sa population entre 1320 et 1430, touche encore plus durement la communauté de moniales d'origine essentiellement arlésienne et noble, dont le nombre passe de 108 en 1343 à 22 en 1428. À cette époque, l'abbaye se heurte à plusieurs reprises à l'archevêque et est secouée par des conflits internes liés à la personnalité des moniales ainsi qu'à la discipline monastique qui se relâche sensiblement. Le problème ne semble toujours pas résolu à la fin du XVe siècle, quand une moniale décide de quitter le monastère pour rejoindre une autre communauté à Aix, en raison de la légèreté des mœurs de l'abbaye[réf. nécessaire].

### Ancien régime

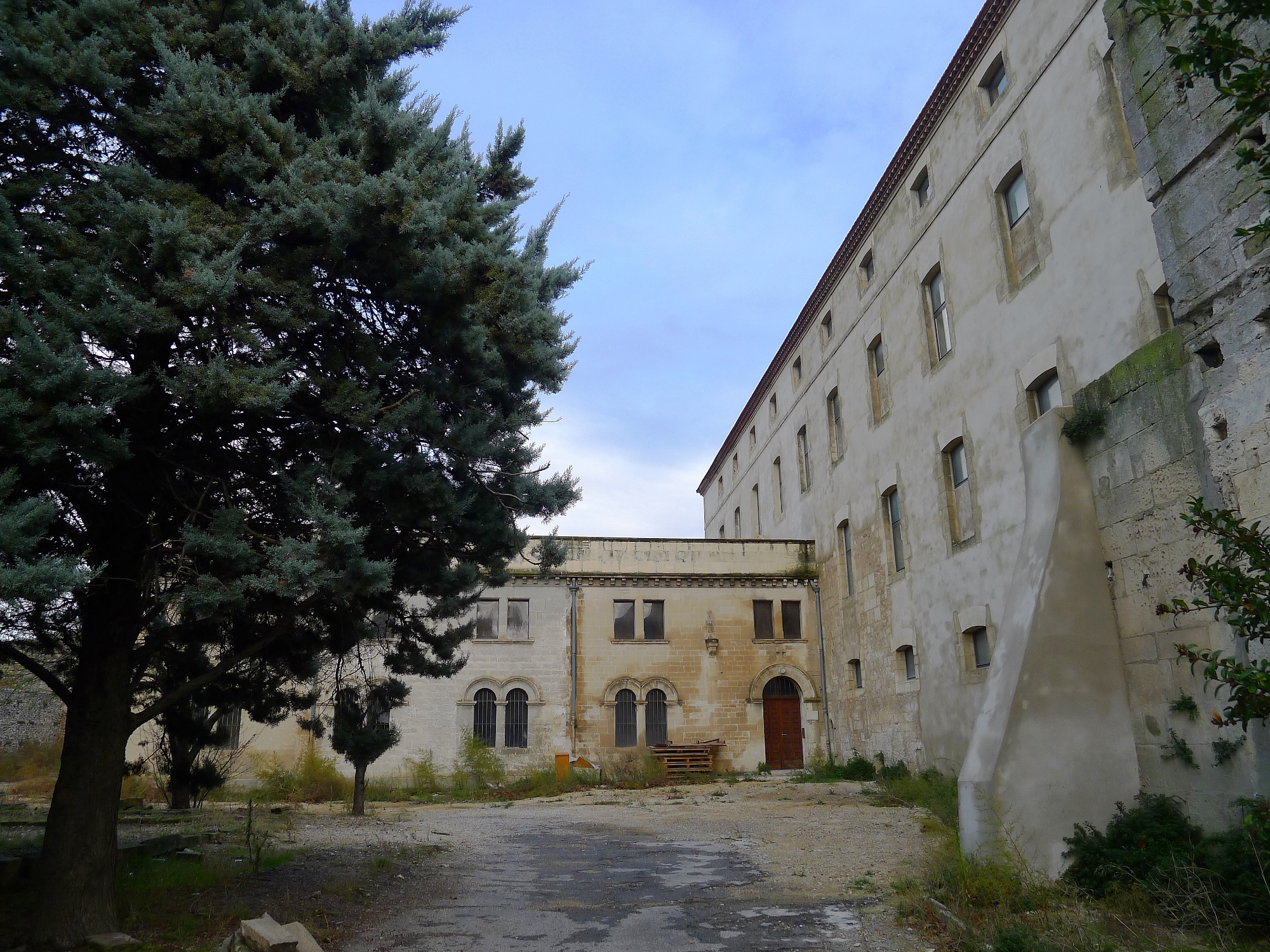
En arrière-plan, vestiges de bâtiments de l'Ancien Régime.

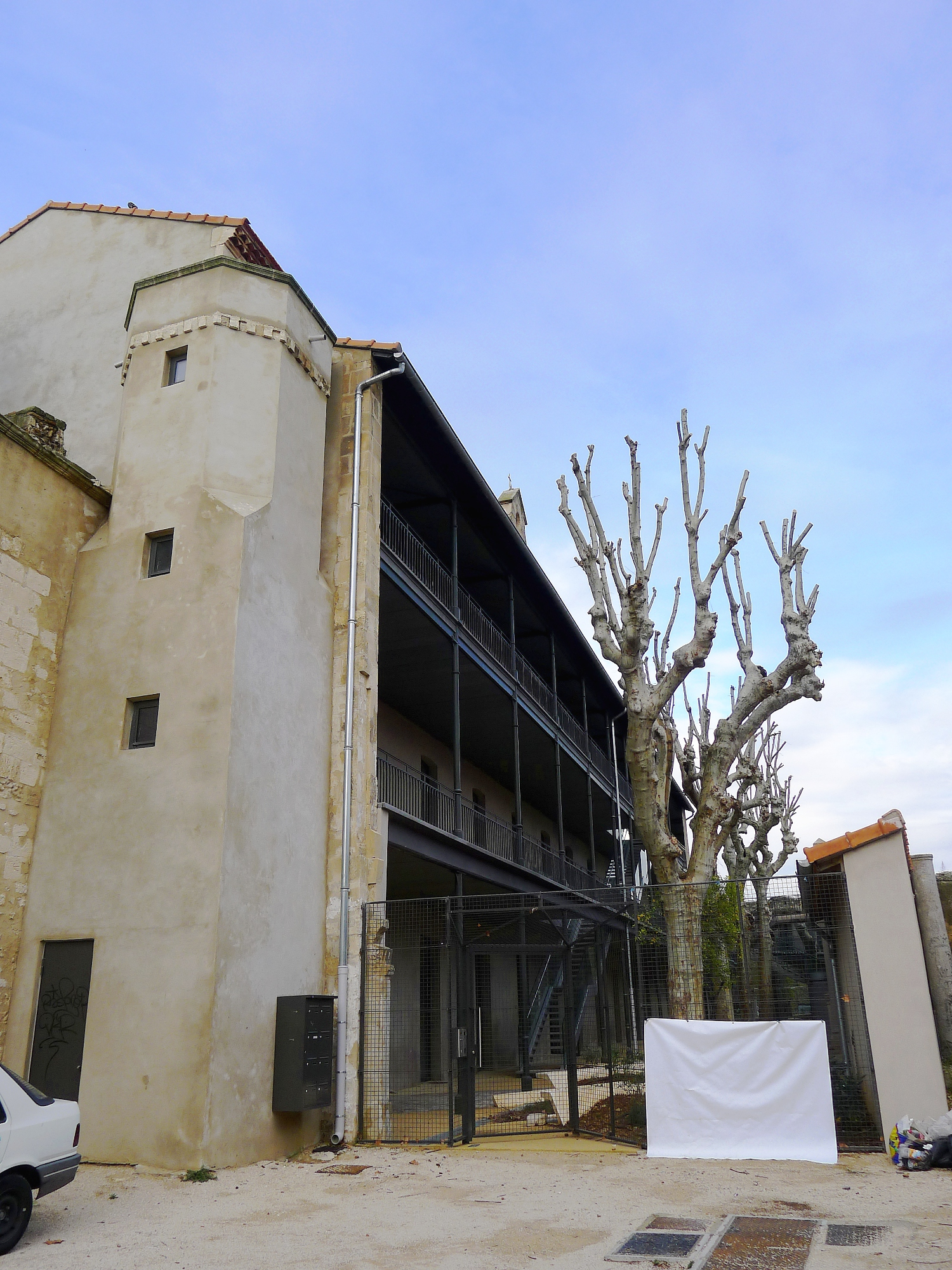
Bâtiment de l'hospice transformé en résidence.

En 1559, l'abbesse Marguerite de Clermont demande aux autorités de faire boucher le passage entre le monastère et le rempart de la ville en raison d'intrusions intempestives de jeunes gens venant faire scandales jusque dans l'enceinte du couvent.
En 1628, l'archevêque Mgr du Laurens effectue une visite du couvent. Par la voix de son procureur, il juge nécessaire d'établir une prison afin de remettre les religieuses désobéissantes dans le droit chemin.
Au milieu des années 1630, l'archevêque d'Arles Jean Jaubert de Barrault introduit la réforme bénédictine de la congrégation de Saint-Maur dans le monastère.

### Après la Révolution
Sous la Révolution le couvent est fermé puis vendu en 1792 comme bien national. Il est alors détruit en grande partie.
En 1877 la congrégation des sœurs de Notre-Dame-des-Sept-Douleurs, sous l'impulsion de Mlle Berthilde Bertrand originaire de Nancy qui finance le début du projet, s'y implante et installe un hospice pour personnes âgées qui nécessite des travaux de réaménagement importants confiés à l'architecte arlésien Auguste Véran. Inauguré le 16 octobre 1898, le site devient l'hospice Saint-Césaire.
En 1995, les bâtiments sont définitivement abandonnés.

## Architecture

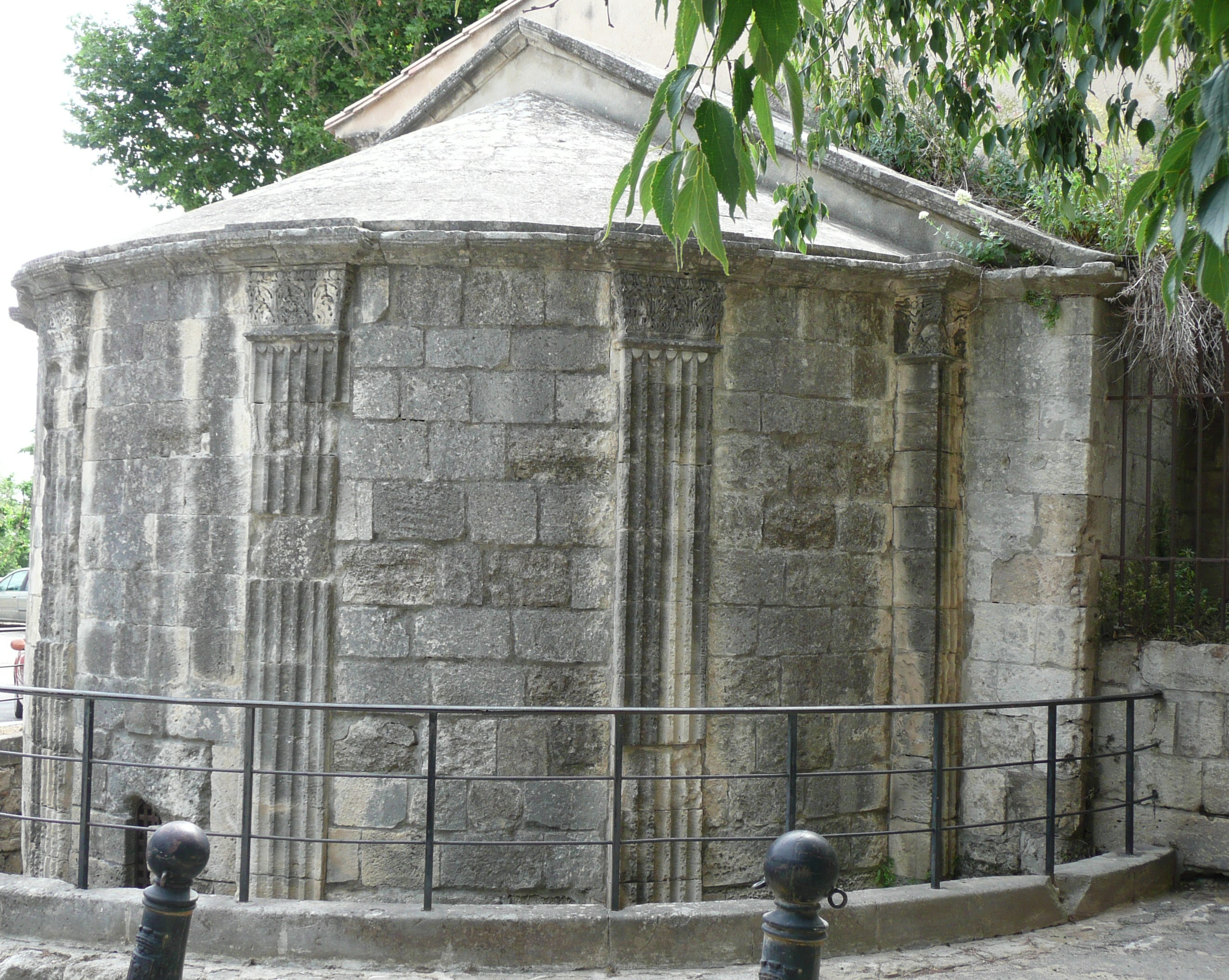
Chapelle Saint-Jean-du-Moustiers.
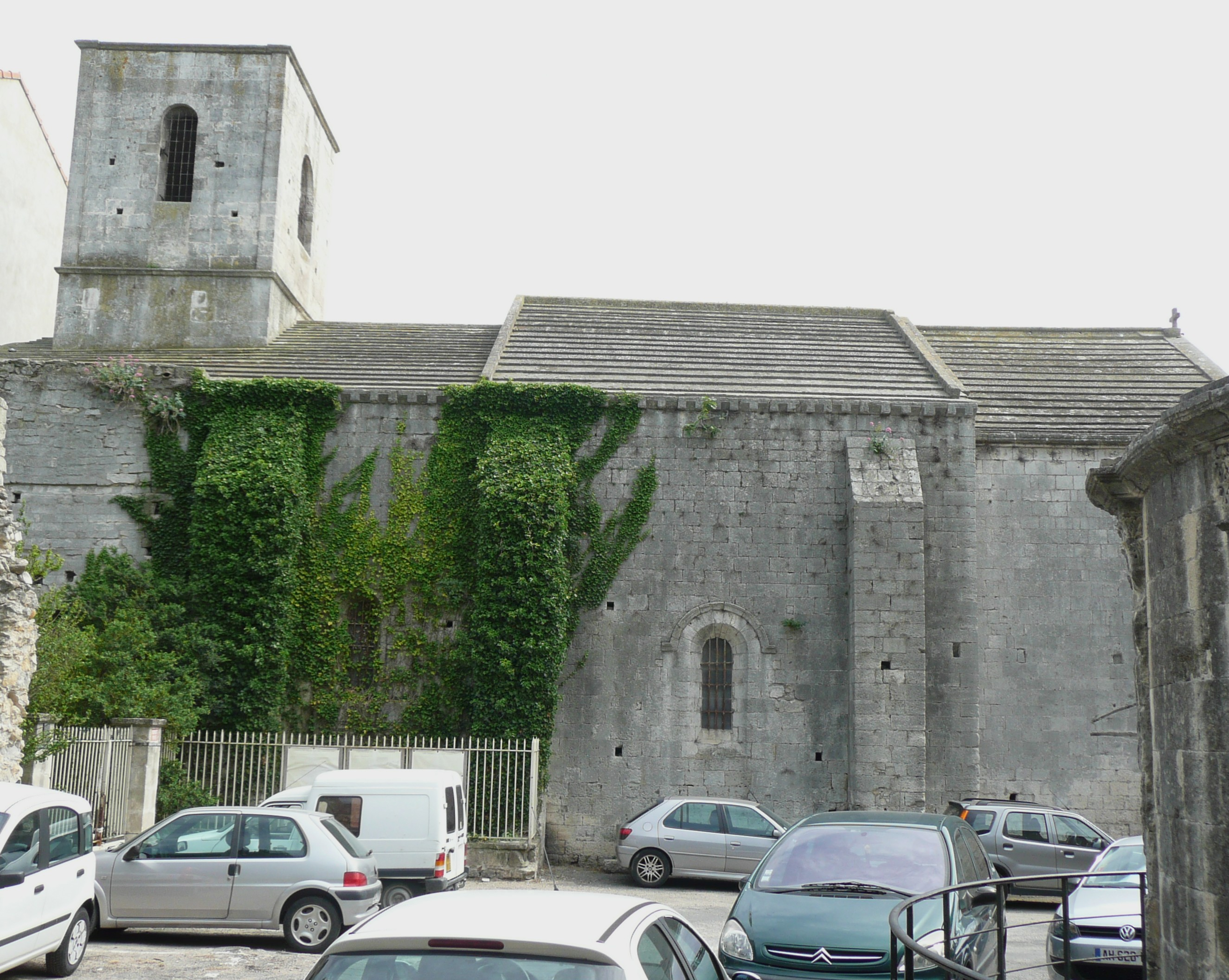
Église Saint-Blaise, façade nord.
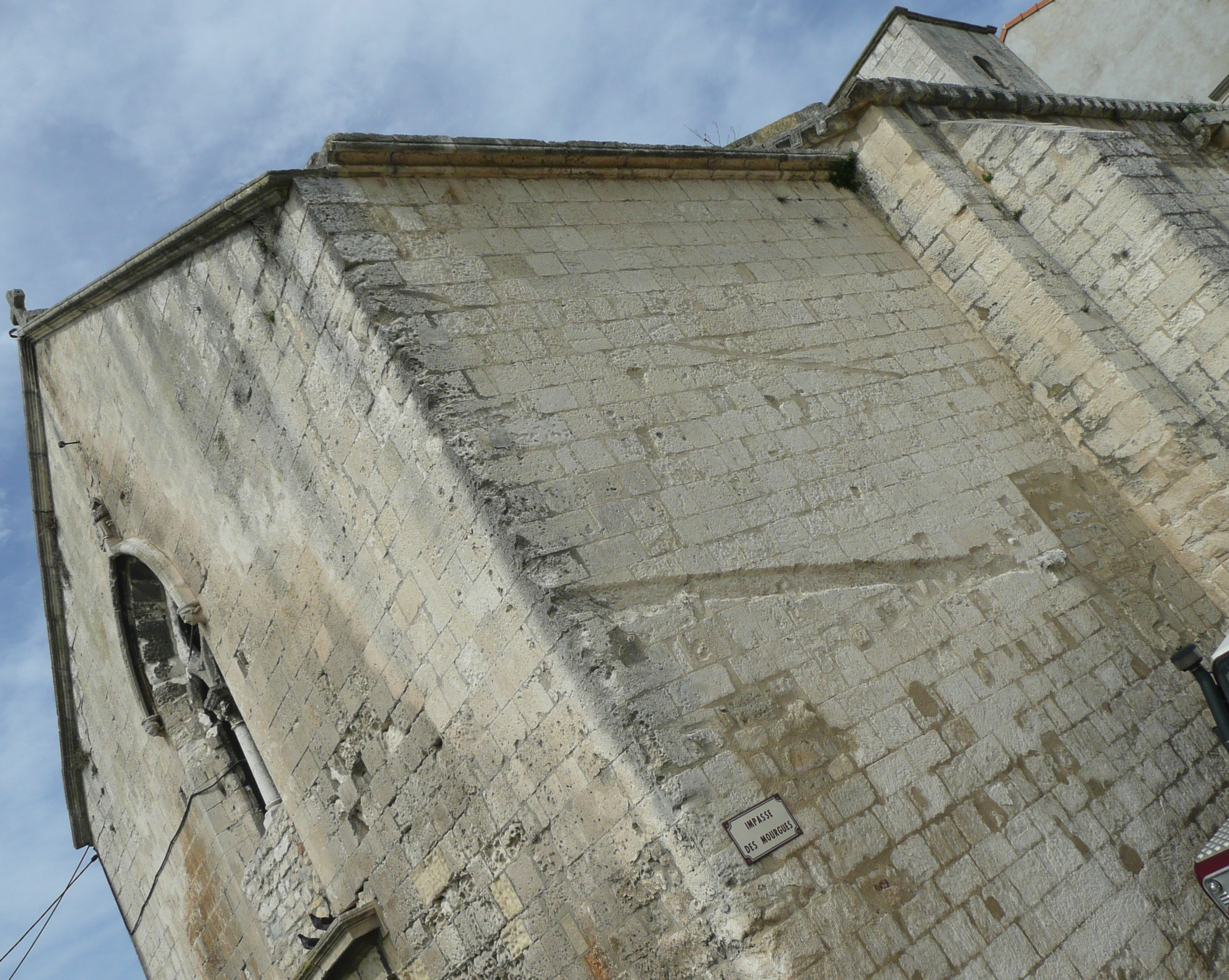
Église Saint-Blaise, détail fenêtre à meneau ouest.
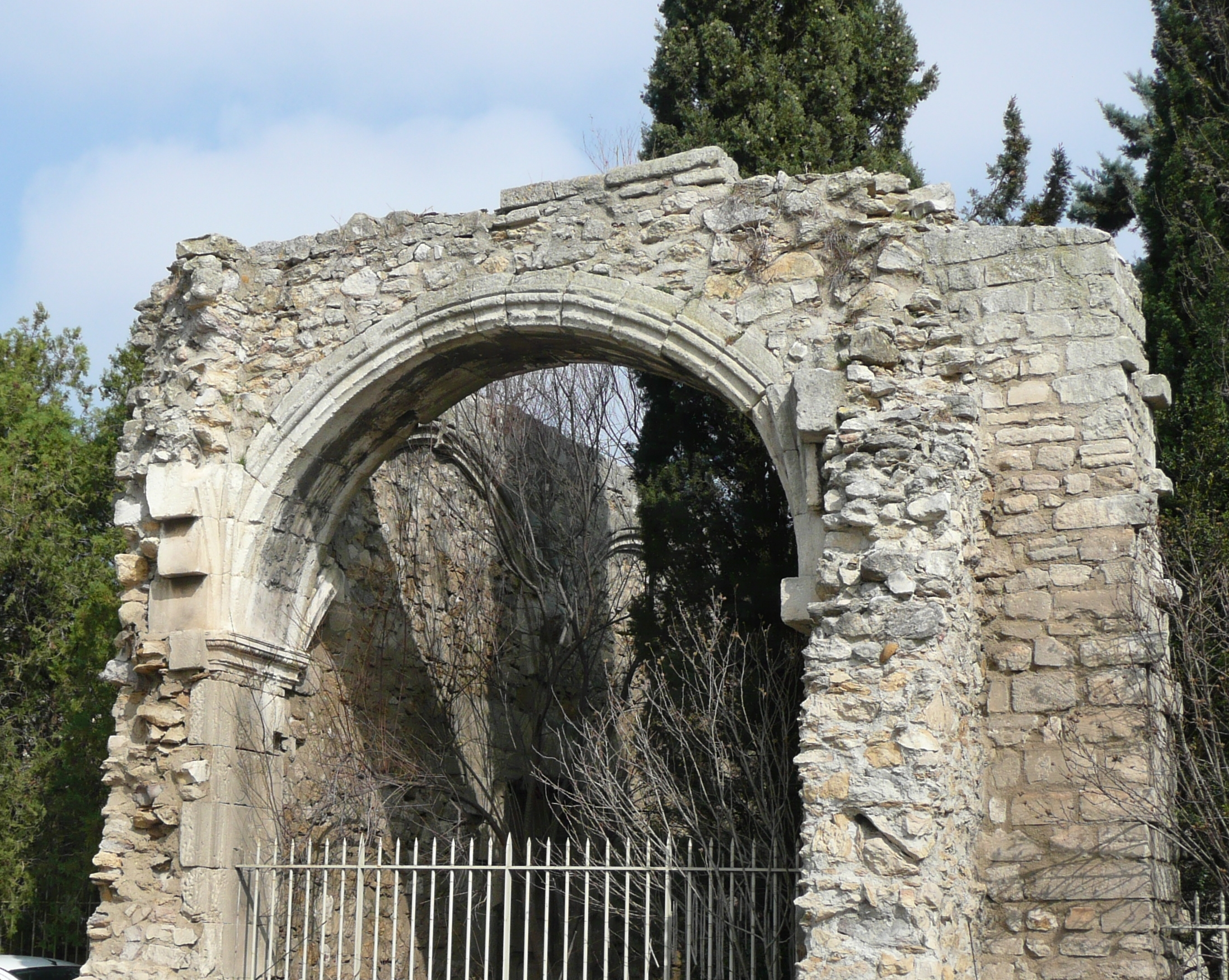
Enclos Saint-Césaire, vestiges salle voutée.

## Abbesses
- 512-527 : Césarie, sœur de l'évêque métropolitain d'Arles Césaire
- 527-559[21] : Césarie la Jeune[22]
- 562-569 : Liliole ou Liliola[22],[23] ; sainte locale, fêtée le 6 août.
- 569-632 : Rusticule ou Resticule ou Resticula ou Marcia d'Arles (551 - 11 août 632), quatrième abbesse[24].
- 632-? : Celsa; elle rédige la Vita de Resticule
- 6??-6?? : sainte Eulalie.
- 6??-7?? : sainte Léocadie.
- 7??-7?? : sainte Suzanne.
- 7??-8?? : sainte Julienne.
- 8??-8?? : sainte Eugénie.
- 8??-9?? : sainte Victoire.
- 9??-9?? : sainte Euphémie.
- 9??-970 : sainte Préminole.
- 972- : Ermengarde, abbesse nommée par l’archevêque d’Arles Ithier
- 992-993 : Eloïse.
- 993-997 : Gillette I.
- 997-10?? : Adèle.
- 10??-1026 : Gillette II.
- 1026-1059 : Galburge.
- 1059-11?? : Anceline I.
- 11??-1170 : Anceline II.
- 1170 c. : Jourdane; elle donne en fief le territoire sur lequel les bénédictins fondent l'abbaye d'Ulmet
- 1176-1196ap : Aldiarde[25],[26]
- 1208 c. : Audiarde[27].
- 1221 c. : Audiarda[28] ; il est probable qu'Aldiarde, Audiarde et Audiarda ne soient qu'une seule et même personne, abbesse de Saint-Césaire de 1174 à ap. 1221, soit pendant environ 50 ans.
- 1233 c. : Florence[29]
- 1259 c. : Ermessinde[30].
- 1270 c. : Hermessinde ; les moines d'Ulmet, en Camargue, lui reconnaissent une rente annuelle
- 1273 c. : Audiarda[31],[32]
- 1296-1314 : Alasacia de Lambisco ou Azalaïs de Lambesc[33]
- 1314-1317 : Rixendis de Sancto-Cannato
- 1317-1319 : Rixendis de landa
- 1319-1326 : Margarita de Benevento
- 1326-1329 : Elixendis de Vicinis
- 1329-1345 : Suriana de Arenis, d'une famille de Beaucaire[34].
- 1345-1350 : Dionisa de Ripe Digna
- 1351-1366 : Guillelma de Remolonis
- 1366-1385 : Jauseranda de Cadella
- 1385-1391 : Maria de Crosio, d'une famille du Limousin ; parente de Pierre de Cros, archevêque d'Arles[34].
- 1391-1416 : Galiena de Pugeto, de Puget-Théniers; sœur de Manuel de Puget, viguier d'Arles tué par les Tuschins lors de la prise d'Arles en juillet 1384[34].
- 1416-1433 : Dulcia Gantelme, fille de Johan Gantelme fondateur du monastère Notre-Dame et Saint-Honorat à Tarascon[34].
- 1433-1468 : Esmengarda Stephani, fille de Raymundus Stephani, seigneur de Lambesc et de Venelles[34] ; en 1454, elle est citée dans un échange de droits avec l'archevêque d'Arles et abbé de Montmajour, Pierre de Foix[35].
- 1468-1501 : Catherina de Sancto Michaele
- 1501-1521 : Jeanne Adhémar de La Garde
- 1521-1540 : Madeleine de Grille de Robiac
- 1540-1549 : Jeanne de Grille de Robiac
- 1549-1549 : Jehanne Reynaude d'Alen; élue en janvier, elle est destituée par Henri II qui juge son élection contraire au concordat passé entre le roi François Ier et le pape Léon X.
- 1549-1569 : Marguerite de Clermont
- 1569-1591 : Madeleine de Grille de Robiac
- 1591-1622 : Anne d’Autric
- 1622-1625 : Jeanne de Vincens de Mauléon de Causans
- 1625-1631 : Marie de Vincens de Mauléon de Causans
- 1631-1671 : Catherine de Grille de Robiac
- 1671-1705 : Marguerite de Poilloüe de Saint-Mars
- 1705-1706 : Claudine Charpin des Halles du Vernet
- 1706-1708 : Angélique Roses
- 1709-1754 : Marguerite Amat de Gravaison
- 1754-1775 : Françoise de Viguier (1716 – 11 janvier 1775) ; abbesse depuis le 10 décembre 1754[36].
- 1775-1792 : Marguerite de Moreton de Chabrillan